# Zipaquirá
Zipaquirá – miasto w Kolumbii, w departamencie Cundinamarca. W 2005 roku liczyło 88 527 mieszkańców. Siedziba diecezji o tej samej nazwie.